# 弗爾山
弗爾山（英語：Mount Fell），是南極洲的山峰，位於帕爾默地，處於赫明森山以西15公里，屬於韋納山脈的一部分，美國地質調查局根據測量和美國海軍拍攝的空中照片繪入地圖，現時由南極條約體系管理。